# Polygala wrightii
Polygala wrightii är en jungfrulinsväxtart som beskrevs av Chod.. Polygala wrightii ingår i släktet jungfrulinssläktet, och familjen jungfrulinsväxter. Inga underarter finns listade i Catalogue of Life.